# Ґолем (фільм, 1936)
«Ґолем» (фр. Le Golem) — французький фентезійний фільм жахів 1936 року, поставлений режисером Жульєном Дювів'є за однойменною п'єсою Їржі Восковця та Яна Веріха 1931 року, заснованій на давній єврейській легенді про кам'яну людину на ім'я Ґолем.

## Сюжет
Дія фільму відбувається в середньовіччі у Празі під час правління імператора Рудольфа II (Гаррі Бор). У цей час у місті лютували голод та епідемії найрізноманітніших хвороб. Особливо страждало єврейське гетто, яке також утискувала влада. Головний рабин цього гетто Яків (Шарль Дора) намагається заспокоїти інших жителів, але всі вони чекають, коли відбудеться пророцтво покійного рабина Лева, який одного разу створив кам'яну людину й оживив її, щоб захистити єврейське населення міста від нападок ззовні. Тепер статуя Ґолема захована в синагозі, і вона дуже не дає спокою імператорові Рудольфу II, який усілякими способами намагається дістати її і знищити. Для цього він заарештовує і катує Якова, але все безрезультатно. При будь-якій спробі пробратися до статуї людей імператора настигає лиха доля, і вони гинуть в результаті нещасних випадків. 
Одного разу коханка імператора, на якій він не хоче одружитися, організовує викрадення статуї, щоб вплинути на володаря та змусити його одружитися. Але, збожеволілий від параної і пияцтва імператор заарештовує безліч євреїв та інших жителів міста і готується до масштабної масової страти, звинувачуючи їх у чаклунстві. Знаків про те, що пора оживлювати Ґолема немає, а його статуя викрадена і захована в темниці. Але коли туди потрапляє і наречена Якова Ракель (Жані Ольт), всевишній дає знак і вона креслить на лобі кам'яної людини заклинання, щоб він ожив і вчинив жорстоку відплату. Ґолем знімає ланцюги і спричиняє паніку в палаці разом з випущеними левами. Фрідріх та багато інших радників Рудольфа атакують Ґолема, намагаючись його вбити, поки Рудольф втече з палацу. Яків стирає першу літеру на івриті з чола Ґолема, і напис змінюється на «смерть», змусивши Ґолема розвалюватися.

## У ролях
| • Гаррі Бор          | … | імператор Рудольф II, король Богемії |
| • Роже Карл          | … | Ланг, канцлер                        |
| • Шарль Дора         | … | Яків, рабин                          |
| • Роже Дюшен         | … | Тріньяк                              |
| • Раймон Емос        | … | Туссен                               |
| • Гастон Жаке        | … | Фрідріх, начальник поліції           |
| • Фердинанд Ар       | … | Ґолем                                |
| • Жермен Оссі        | … | графиня Страда                       |
| • Жані Ольт          | … | Рашель                               |
| • Труда Гроссліхтова | … | мадам Бенуа                          |

## Виробництво
Зйомки стрічки велися в Чехословаччині студією AB Film S.A. Prague в тих же місцях, де відбувається і дія фільму. Це перша звукова версія історії про Ґолема і вона суттєво відрізняється від попередніх німих німецьких постановок («Ґолем», 1915, та «Ґолем, як він прийшов у світ», 1920).

### Знімальна група
- Автори сценарію — Андре-Поль Антуан, Жульєн Дювів'є
- Режисер-постановник — Жульєн Дювів'є
- Продюсери — Френк Касслер, Шарль Філіпп, Йозеф Штайн
- Оператор — Ян Сталліх, Вацлав Вих
- Композитор — Йозеф Кумок
- Монтаж — Їржі Славічек
- Художник-постановник — Андрій Андреєв, Штепан Копецькі
- Звук — Бедрік Поледник